# Zjyroŭski Kanal
Zjyroŭski Kanal (vitryska: Жыроўскі Канал, Zhyrowski Kanal) är en kanal i Belarus. Den ligger i den sydvästra delen av landet, 280 km sydväst om huvudstaden Minsk.